# GSC8332-2321
GSC8332-2321 — хімічно пекулярна зоря спектрального класу A0, що має видиму зоряну величину в смузі V приблизно 10,7.

## Пекулярний хімічний склад
Зоряна атмосфера GSC8332-2321 має підвищений вміст 
Si
.